# 시나노키자키역
시나노키자키역(일본어: 信濃木崎駅)은 일본 나가노현 오마치시에 위치한 동일본 여객철도 오이토 선의 철도역이다. 역 번호는 21번이며, 상대식 승강장 2면 2선의 구조를 갖춘 지상역이다.

## 타는 곳
| 1 | ■ 오이토 선 | 하행 | 하쿠바 · 미나미오타리 방면                       |
| 2 | ■ 오이토 선 | 상행 | 시나노오마치 · 호타카 · 도요시나 · 마쓰모토 방면 |

## 이용 현황
| 승차 인원 추이 | 승차 인원 추이 |
| 연도           | 1일 평균       |
| -------------- | -------------- |
| 2007           | 24             |
| 2010           | 29             |
| 2011           | 39             |

## 역 주변
- 국도 제148호선
- 기자키 호
- 기자키호 터널

## 인접 역
| 동일본 여객철도 오이토 선     | 동일본 여객철도 오이토 선 | 동일본 여객철도 오이토 선                |
| ----------------------------- | ------------------------- | ---------------------------------------- |
| 23 시나노오마치 마쓰모토 방면 | □ 쾌속                    | 야나바 18 미나미오타리 · 이토이가와 방면 |
| 22 기타호소노 마쓰모토 방면   | ■ 보통                    | 이나오 20 미나미오타리 · 이토이가와 방면 |